# Maasstroom Energie
EPNL Rijnmond 2 is een 428 MW hoog rendement gas-gestookte centrale op de Vondelingenplaat bij Rotterdam-Pernis. EPNL Rijnmond 2 is gebouwd als Maasstroom Energie en is door Siemens Energy gebouwd met een contract ter waarde van € 320 miljoen.
De centrale kwam is in opdracht gebouwd door het Amerikaanse Intergen. Afnemer van de elektriciteit was bij opstart van de centrale het Engelse Centrica, welke toen nog met Oxxio op de Nederlandse markt aanwezig was. Deze heeft het contract begin 2017 opgezegd. Medio juli 2017 is de centrale overgenomen door het Amerikaanse Castleton Commodities International. Op 23 mei 2023 verkocht Castleton Commodities International de centrale aan EP NL, een dochteronderneming van Energetický a průmyslový holding. 19 februari 2024 is de naam Maasstroom Energie komen te vervallen en verder gegaan als EPNL Rijnmond 2 

## Specificaties
De centrale is gevestigd op het terrein van de voormalige Texacoraffinaderij. Siemens begon in april 2008 met de bouw. De centrale is voorzien van een deNOx installatie, middels SCR, wat de NOx moet reduceren. Het was de eerste gasgestookte centrale in Nederland met een de-NOx installatie. De centrale is gebouwd naast een al bestaande centrale van Intergen, de Rijnmond Energie centrale en is in de tweede helft van mei 2010 in gebruik genomen.
De aardgas-gestookte STEG-centrale bestaat uit een Siemens SGT5-4000F 1S gasturbine met erachter een NEM-afgassenketel die stoom opwekt uit het uitlaatgas van de gasturbine voor de drietraps Siemens H/IL stoomturbine. Deze staat op dezelfde as als de gasturbine en waterstofgekoelde turbogenerator. Dit is een zogenaamde singleshaft-configuratie. De koppeling tussen de stoomturbine en de generator wordt door een synchronous self-shifting-koppeling verzorgd. De condensor is van het luchtgekoelde type.
De centrale is aan het 380kV-net verbonden via een 13 km lange ondergrondse verbinding naar het TenneT- schakelstation Simonshaven.